# Flavia Pappacena
Flavia Pappacena (...) è una danzatrice, storica dell'arte, studiosa di teoria, estetica e storia della danza italiana.

## Biografia
Dopo gli studi di danza dal 1959 al 1974 all'Accademia Nazionale di Danza con Jia Ruskaja e Giuliana Penzi, e la partecipazione negli anni 1971 e 1972 al “Gruppo stabile” dell'Accademia, nel 1974 ha conseguito la laurea in Lettere (con tesi in Storia dell'arte medievale) presso l'Università di Roma La Sapienza e si è diplomata al corso di Perfezionamento dell'Accademia Nazionale di Danza.
Dal 1974 ha insegnato Teoria della danza (dal 2007 anche Estetica della danza) all'Accademia Nazionale di Danza e, dal 2006, anche alla Facoltà di Lettere dell'Università di Roma La Sapienza. Dal 2009 è stata membro del Collegio docenti del Dottorato in Storia del Teatro moderno e contemporaneo dell'Università degli Studi di Napoli "L'Orientale", e, al 2010 anche del Comitato scientifico di The Acting Archives Project di quest'ultima Università.
Dal 1984 dirige la sezione danza della collana Biblioteca delle Arti (dal 1998 anche della Piccola Biblioteca delle Arti dell'Editore Gremese e dal 1997 le equivalenti collane francese e inglese dello stesso editore).
Nel 1993 ha fondato il periodico di ricerca Chorégraphie, Studi e ricerche sulla danza. Rifondata nel 2000 con il titolo Chorégraphie, la rivista si è poi trasformata in collana di ricerche edita dalla casa editrice Libreria Musicale Italiana.
Nel 1999 Flavia Pappacena ha promosso il Convegno Recupero, ricostruzione, conservazione del patrimonio coreutico italiano del XIX secolo (Roma CNR)
Dal 1999 al 2001 è stata membro della Commissione consultiva per la danza del Ministero per i Beni e le Attività Culturali Nel 2001 membro del Comitato nazionale creato dal MIUR per la riforma dell'Alta Formazione Artistica e Musicale. Nel 2009 e 2010 è stata membro del “Gruppo disciplinare musicale e coreutico” del Ministero dell'Istruzione connesso al riordino dei licei (liceo musicale e coreutico).
Dal novembre 2010 al giugno 2014 è stata membro del Comitato Direttivo dell'AIRDanza (Associazione Italiana per la Ricerca sulla Danza)

## Riconoscimenti
- 1985: “Accademico delle Muse”
- 1998: Premio “Cecchetti d'argento”
- 2005: Premio Positano Léonide Massine[8], targa speciale[9].
- 2012: Premio Danza & Danza, Premio Mario Pasi

## Ambito di ricerca
Il suo ambito di ricerca comprende la teoria, l'estetica e la storia della danza, la tecnica e le metodologie di trascrizione coreografica (notazione) del ‘700 e dell'800. Gli studi in corso sono rivolti all'analisi strutturale dei balletti francesi e italiani della prima metà dell'800. Ma il suo interesse si estende anche al costume e alla scenografia del balletto.

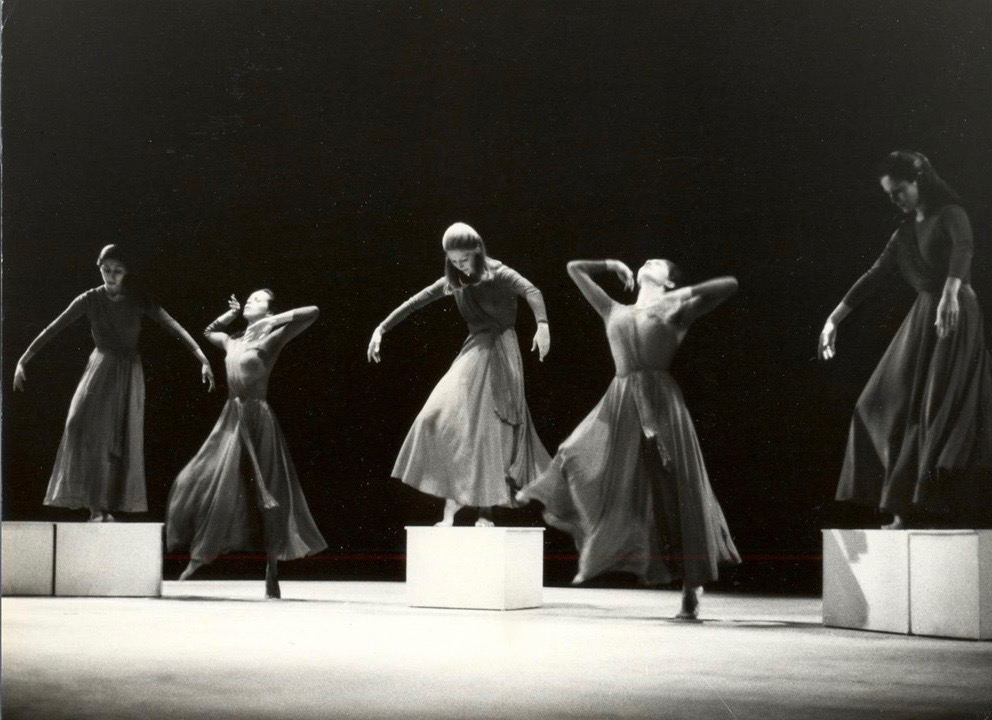
Flavia Pappacena (al centro) in Sinfonia, cor. Pauline Koner. Gruppo stabile dell’Accademia Nazionale di Danza (Roma, Teatro Quirino, 1972). Foto U. Pappacena.

È autrice di curatele e riedizioni di diversi testi storici di pedagogia ed estetica della danza classica, anche in lingua inglese e francese, come:
- nel 1997, il Manuale completo di danza classica in 2 volumi sul metodo Cecchetti di Grazioso Cecchetti,
- nel 2007, con Alessandra Alberti, Le Basi della danza classica, di Agrippina Vaganova, Roma, Gremese,
- nel 2008, il Trattato dell'arte della danza di Carlo Blasis, Roma, Gremese,
- nel 2011, Lettere sulla danza, sui balletti e sulle arti (1803) di Jean-Georges Noverre,(trad. Alessandra Alberti), in Chorégraphie, n. 6, Lucca, LIM,
- nel 2012, Lettres sur la danse, sur les ballets et sur les arts (1803) di Jean-Georges Noverre, Chorégraphie, n. 7, Lucca, LIM.
- nel 2019, Il ballo a Torino 1748-1762 Dalla Raccolta de’ balli fatti nelle opere del Real Teatro, "Le Chevalier errant", Istituto per i Beni Musicali in Piemonte, Lucca, LIM.

La produzione saggistica e gli articoli su riviste di danza internazionali in italiano, francese e inglese, riguardano vari temi della storia della danza, della trascrizione e della ricostruzione del patrimonio storico coreutico italiano, con riferimento ad esempio a Carlo Blasis, Jia Ruskaja, Enrico Cecchetti, Onorato Viganò, Gasparo Angiolini, Gennaro Magri e Giuseppe Salomoni  e francese, con particolare riguardo all'opera di Jean-Georges Noverre, Jean-Étienne Despréaux e Arthur Saint-Léon.
Ha redatto diverse voci in opere enciclopediche come il Vocabolario della Lingua Italiana, Roma, Istituto della Enciclopedia Italiana, 1986 (Il Vocabolario Treccani, II. ed. 1997, tav. III, p. 64) e Dictionnaire de la Danse Larousse, Le Moal, Philippe (dir.), Larousse-Bordas, 1999 (II ed. 2008).
Tiene conferenze in ambito accademico in Italia e all'estero.

## Monografie
Testi di pedagogia della danza che ne coprono gli aspetti anatomici, strutturali, musicali e stilistici:
- Tecnica della danza classica. La coordinazione, Roma, Gremese, 1985 (II. ed.: 1993)[27]
- Tecnica della danza classica. L'impostazione, Roma, Gremese, 1986 (II. ed.: 1993)[28]
- Tecnica della danza classica. Il ritmo, Roma, Gremese, 1988.
- (con Gendel, Marina) Musiche per l'accompagnamento della lezione di danza, I, II e III corso di Tecnica accademica, n. mon. di Chorégraphie, Studi e ricerche sulla danza Roma, Di Giacomo, 1995.
- Teoria della danza classica, I vol. Posizioni, pose e ports de bras, Roma, Gremese, 2001 - II. ed. aggiornata e ampliata, Gremese 2003[29]
- Teoria della danza classica, II vol. - L'analisi anatomica dei movimenti, Roma, Gremese, 2002 - II. ed. aggiornata e ampliata: Teoria della danza classica, Analisi strutturale-anatomica, Gremese, 2005[30]
- Teoria della danza classica I vol. - Analisi stilistica, Roma, Gremese, 2010 (Piccola Biblioteca delle Arti).
- (con Gendel, Marina, a cura di Valerio Basciano) Lezioni di danza in musica. Teoria e pratica dell'accompagnamento al pianoforte, Massimiliano Piretti Editore, Bologna, 2013.
- La danza classica tra arte e scienza, a cura di Valerio Basciano, Gremese, 2014.
- La danza classica tra arte e scienza, II edizione, a cura di Valerio Basciano, Gremese, 2018.
- La danza classica tra arte e scienza, III ed. a cura di Valerio Basciano con la collaborazione dell'Accademia Nazionale di Danza, 2021.

Testi di storia ed estetica della danza:
- Excelsior. Documenti e saggi / Documents and Essays, a cura di / edited by Flavia Pappacena, “Chorégraphie”, Scuola Nazionale di Cinema-Cineteca Nazionale, Roma, Di Giacomo, 1998 (con VHS).
- Ricostruzione della linea stilistica di Carlo Blasis, Chorégraphie, n. s., n. 1, 2001, Roma, Meltemi, 2003[31][32].
- Il Trattato di Danza di Carlo Blasis 1820-1830 / Carlo Blasis' Treatise on Dance 1820–1830 (CNR – “Progetto Finalizzato Beni Culturali”), Lucca, LIM, 2005 (II ed. della sezione italiana: Il rinnovamento della danza tra Settecento e Ottocento. Il trattato di danza di Carlo Blasis, Lucca, LIM, 2009).
- La danza classica. Le origini, Roma, Laterza, 2009 (Biblioteca Universale Laterza)[33]
- Il Linguaggio della danza. Gremese, 2010
- Il Linguaggio della danza classica. Guida all'interpretazione delle fonti iconografiche, Roma, Gremese, 2012, tradotto in inglese e in francese.
- Storia della danza in Occidente, vol. II, Il Settecento e l'Ottocento, Roma, Gremese 2015.
- Storia della danza e del balletto, vol. II, Il Settecento e l'Ottocento, Roma, Gremese, 2019.
- Le Lettres sur la danse di Noverre: l’integrazione della danza tra le arti imitative, «Acting Archives Review», Supplement 9, April 2011. ISSN: 2039-9766
- Noverre’s Lettres sur la danse: The Inclusion of Dance among the Imitative Arts, «Acting Archives Review», Supplement 9, April 2011. ISSN: 2039-9766
- Dal libretto di balletto alle note per la messa in scena, «Acting Archives Review», Anno III, numero 6 – Novembre 2013. ISSN 2039-9766
- Per una Storia della danza. Danza italiana e/o francese? Ripensare il Settecento, «Acting Archives Review»,  Anno V, numero 9 – Maggio 2015. ISSN 2039-9766
- La notazione della danza nel Settecento. Un problema di conservazione, un’affermazione di statuto culturale o un atto creativo, «Acting Archives Review», Anno IX, numero 18 – Novembre 2019, pp. 1–15. ISSN 2039-9766
- Jia Ruskaja. Dalla danza libera espressiva alla creazione dell'Accademia Nazionale di Danza, con la collaborazione di Roberta Albano, Valerio Basciano, Grazia Grosso, Nika Tomasevic, Elena Viti, Roma, Gremese, 2023.

## Ricostruzioni di balletti e coreografie
Nel 1999 ha ricostruito, dalla trascrizione originale di G. Cammarano (1883) del gran ballo Excelsior, “Il vincitore della regata” del III atto “Il primo battello a vapore”, ricostruzione presentata in convegni internazionali e pubblicata in DVD. Ha partecipato inoltre alla ricostruzione dell'unico frammento di pellicola rimasto del film Excelsior realizzato nel 1913 da Luca Comerio.
Excelsior è stato analizzato da Flavia Pappacena in vari saggi, sotto il profilo sia coreografico e stilistico che della trascrizione e del simbolismo iconografico.
Nel 2012 ha ricostruito il pas de deux del balletto I Contadini tirolesi (1810) di G. Rossi, musica di F.M.A. Venua, per la presentazione del libro La danza classica. Le origini (Laterza, 2009) di Flavia Pappacena. La ricostruzione è stata ripresentata presso il Teatro Ruskaja dell'Accademia Nazionale di Danza di Roma  e in convegni internazionali.